# رودخانه هراز
رود هراز رودی است در استان مازندران در شمال ایران که از درهٔ لار در جنوب کوه دماوند سرچشمه گرفته و پس از گذر از شهرهای آمل و سرخرود به دریای خزر می‌ریزد. پس از سرازیر شدن رود هراز از درهٔ لار، رواناب‌های درهٔ قاضی‌کلا و جنگل‌دره از کوه‌های شمیم‌کوه، آب زیارو و لاسم از کوه‌های غربی قزقان‌چای فیروزکوه و آب رودهای جاری از دهکده‌های دلارستاق، نیز به این رود وارد می‌شود. در بندهش این‌چنین آمده که رود هراز در تپرستان است و از کوه دماوند سرچشمه می‌گیرد. رودخانهٔ هراز در یک درهٔ نسبتاً پهن به طرف شمال جریان یافته‌است و در مسیر آن چندین روستا و محله و حداقل ۸ کارخانهٔ شن و ماسه وجود دارد.
آب زراعی کشاورزان آمل، فریدونکنار، بابل و نور نیز از این رودخانه تأمین می‌گردد. مهم‌ترین شهرهایی که بر روی مخروط افکنهٔ رودخانهٔ هراز توسعه یافته‌اند آمل و فریدونکنار هستند. شیب رودخانهٔ هراز در محدودهٔ کوهستانی بسیار متغیر است. شیب رودخانهٔ هراز از مرز کوهستان تا شمال شهر آمل ۱۳ در هزار و در محدودهٔ شهر آمل ۷ در هزار است. محدودهٔ حوضهٔ آبریز هراز بیش از ۴۱۰۰ کیلومتر مربع است.

## وجه تسمیه
در بندهشن نام «هراز رود» آمده و سرچشمه آن را کوه دماوند دانسته است. هراز در گذشته به هرهز نیز شناخته می‌شد.

## ریخت‌شناسی

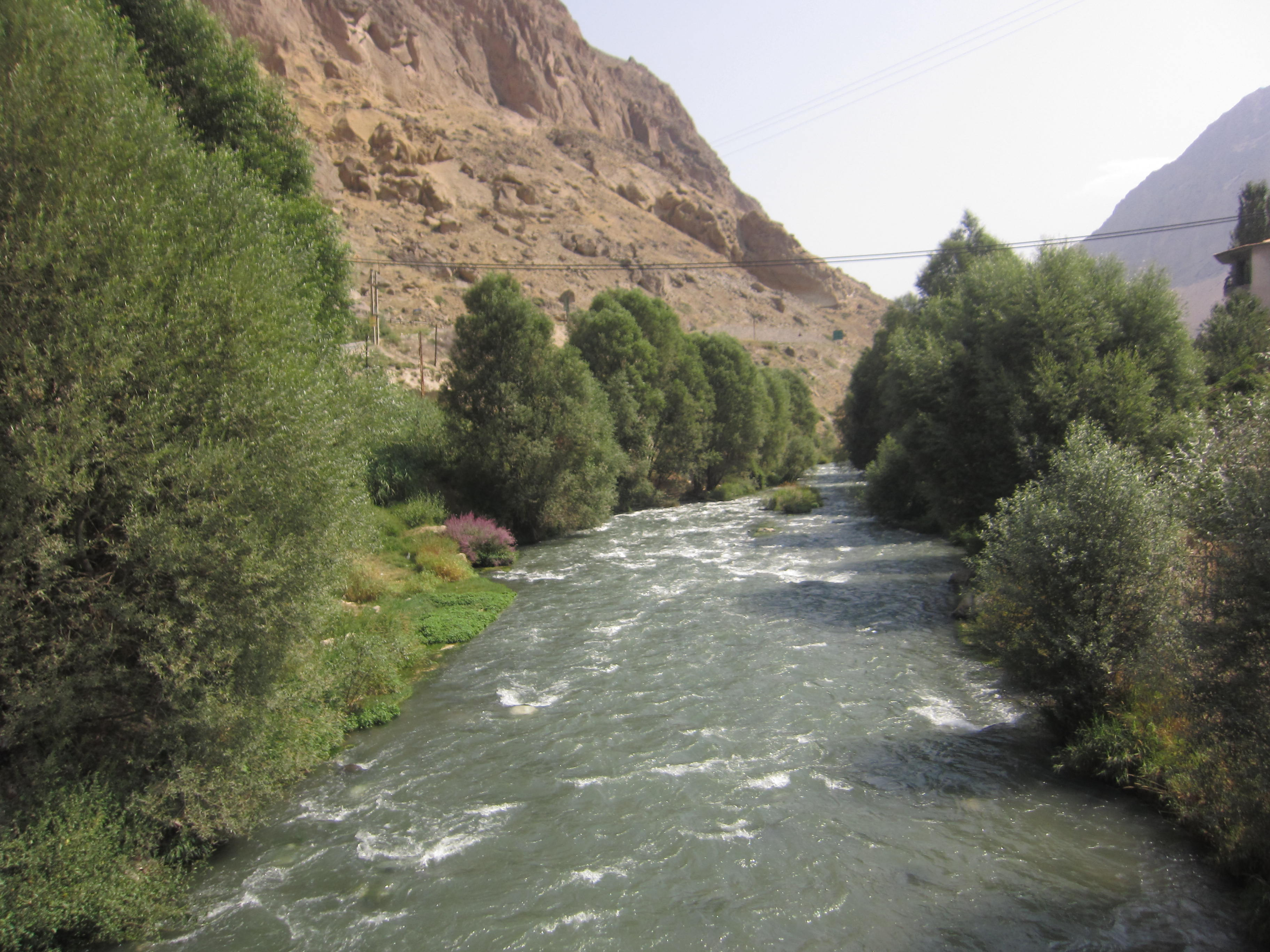
رودخانهٔ هراز در نزدیکی روستای کندلو، مرداد ۱۳۹۳

رودخانهٔ هراز در محدودهٔ کوهستانی، در دره‌ای نسبتاً باریک جریان دارد. با نزدیک شدن به پهنهٔ ساحلی، پهنای آن افزایش یافته و رودخانه به دلیل افت شیب بستر به چندین شاخه تفکیک می‌گردد. هراز یکی از رودخانه‌های مستقل و مهم حوضهٔ آبریز دریای خزر و پرآب‌ترین رود مازندران است. این رودخانه در استان‌های تهران و مازندران جریان دارد. حوضهٔ آبریز این رودخانه نسبتاً وسیع، مرتفع و کوهستانی است.
در پیرامون روستای درکه، پهنای دره در حدود ۵۰۰ متر و در محل خروج از کوهستان، پهنای مسیر رودخانهٔ هراز به ۱۰۰۰ متر نیز می‌رسد. در محل خروج از کوهستان، رودخانهٔ هراز به ۶ شاخه تقسیم می‌گردد. ریخت‌شناسی رودخانهٔ هراز اگرچه به‌صورت کلی یک دره - رودخانه است ولی در مجموع ریخت‌شناسی آن تلفیقی از شبکهٔ گیسواری (Braided pattern)، بادزنه‌ای (Fan forming) با چند پیچابه (meander) است.
از محل ترک‌کلا و درازان (محدودهٔ پل کمربندی) پهنای بستر رودخانهٔ هراز آمل بار دیگر کاهش یافته و رودخانهٔ هراز به صورت یک یا دو شاخه در یک بستر حفر شده‌است و به سمت شهر آمل به حرکت در می‌آید.
مشخصات رودخانهٔ هراز به شرح زیر است:
- پهنهٔ سیلابی بزرگ (بستر کبیر): ۳۰۰ متر
- بستر صغیر رودخانه: ۲۰–۳۵ متر
- پهنهٔ سیلابی فعال ۱۰۰–۱۵۰ متر (بخش‌هایی از این پهنه می‌توانند به صورت متناوب غرقاب شوند).

دو نهشته در پیرامون رودخانهٔ هراز قابل شناسایی هستند:
1. نهشته‌های آبرفتی متوسط‌دانه (۶ تا ۲۰ سانتی‌متر) که حاصل آبرفت‌گذاری رودخانهٔ هراز است.
2. نهشته‌های بادرفتی (لس: Loess متشکل از ۹۰ درصد سیلت با رنگ قهوه‌ای روشن).

در محدودهٔ رودخانهٔ هراز نهشته‌های لس با رنگ قهوه‌ای روشن، با بیش از ۹۰ درصد سیلت تشکیل شده‌است و سپس با شروع فازهای فرسایشی (از ده هزار سال پیش تاکنون)، این نهشته‌ها در دیوارهٔ رودخانهٔ هراز برونزد یافته‌اند. نهشته‌های لس که بالاترین پادگانه را در محدودهٔ رود آمل تشکیل می‌دهند، تقریباً در بسیاری نقاط مسیر رودخانهٔ آمل قابل شناسایی است.

## مسیر و سرچشمه‌ها
مهم‌ترین سرچشمهٔ رود هراز، از قلهٔ ۴۳۷۵ متری پالان گردن در ۶۶ کیلومتری جنوب شرقی چالوس، با نام لار جاری می‌شود و پس از دریافت آب‌های مهم دیگری (مثل: آب سفید، الرم، آب چهل بره، آب سیاه پلاس، آب امام پهنک، سه سنگ، دیو آسیاب، ورارود، دلی چای و چشمه ملک) و عبور از ده پلور با نام هراز، به سمت دریای خزر جاری می‌گردد. البته در راه نیز رودها و چشمه‌هایی به آن می‌پیوندند که مهم‌ترین آن‌ها، لاسم، تلخ‌رود، آب‌رزان، آب مشک انبار، پنجاب (نمارساق)، هراز، آب پردمه، شیرکلارود، چلورود و هلی‌چال) هستند. طول رود هراز ۱۸۵ کیلومتر است و از کنار بلندترین قلهٔ ایران، دماوند می‌گذرد. قسمت زیادی از این مسیر لاریجان نام دارد، که نام خود را از روی سرچشمهٔ اصلی هراز، لار گرفته‌است. در مسیر این رودخانه دو سد لار و هراز قرار دارد.

## رودخانه‌های فرعی
رودخانه‌های شلود، تجرود، چاله‌رود، لکونی، آبی‌رود، میان‌رود، کیسه‌رود، پلک، شه‌رود و نفنگاه در فواصل مختلف از پهنهٔ جلگه‌ای و ساحلی از هراز منشعب می‌شوند.

## زیستگاه
رودخانهٖ هراز جزء رودخانه‌های حفاظت‌شدهٔ سازمان حفاظت محیط زیست ایران است که تعداد زیادی از گونه‌های ماهیان بومی و گونه‌های قزل‌آلای رنگین، در این رودخانه ساکن بوده و تعدادی از ماهیان اقتصادی دریای خزر برای تولیدمثل به این رودخانه مهاجرت می‌کنند. در یک تحقیق انجام شده در این رودخانه در مجموع ۲۰ گونه ماهی از ۹ خانوادهٔ مختلف صید شده که خانوادهٔ کپورماهیان با داشتن ۹ سرده و ۱۱ گونه متنوع‌ترین خانواده است. خانوادهٔ آزادماهیان دارای ۲ سرده و ۲ گونه و سایر خانواده‌ها هر یک دارای یک سرده و یک گونه هستند.